# Fiederblättrige Mahonie

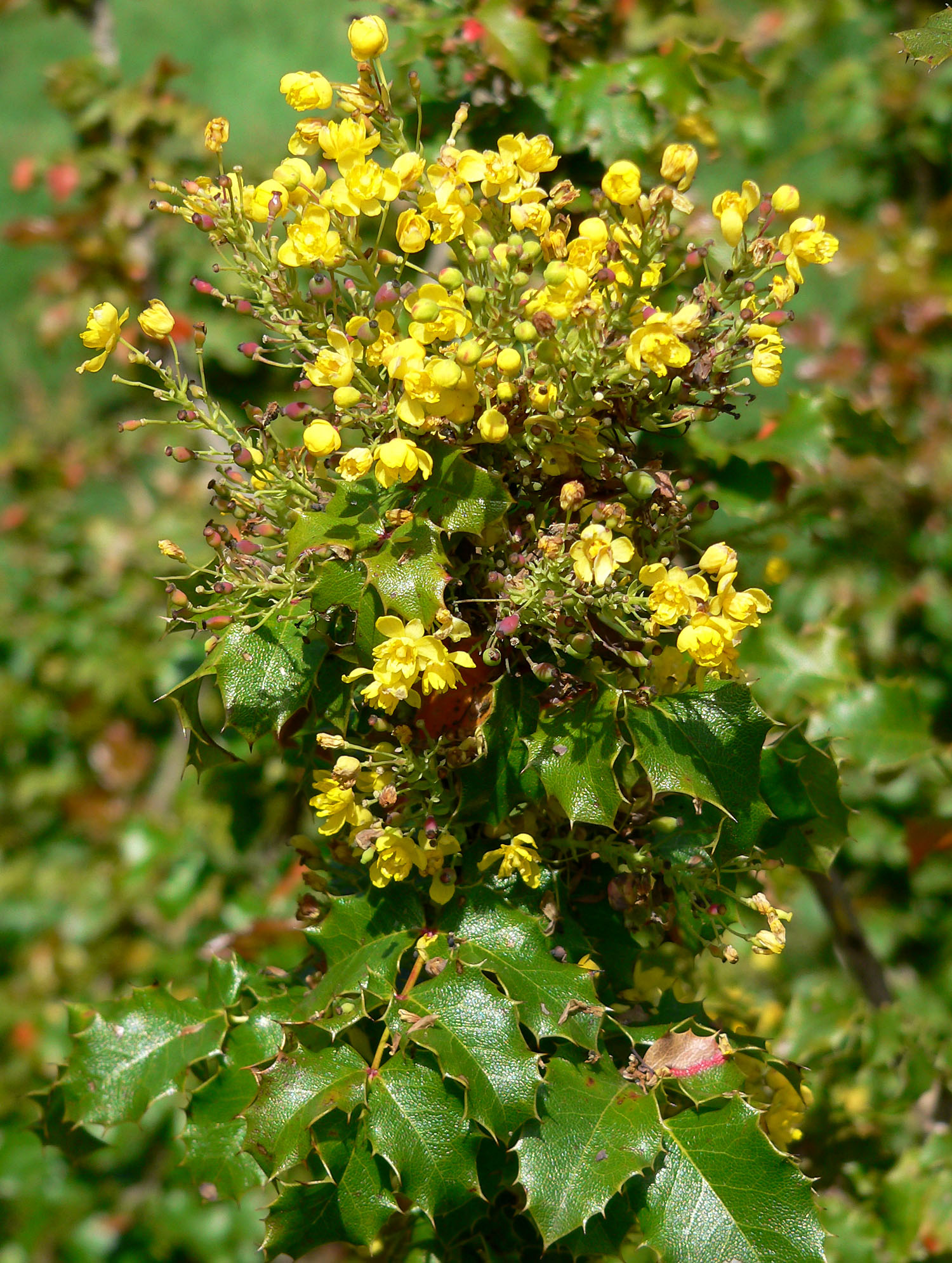
Blütenstand und junge Früchte

Die Fiederblättrige Mahonie (Mahonia pinnata) ist eine Pflanzenart aus der Gattung Mahonien (Mahonia) innerhalb der Familie der Berberitzengewächse (Berberidaceae). Sie kommt in den amerikanischen Bundesstaaten Oregon und Kalifornien sowie in Mexiko (Baja California) vor.

## Beschreibung

### Vegetative Merkmale
Die Fiederblättrige Mahonie wächst als immergrüner Strauch, der Wuchshöhen von bis über 3 Meter erreicht. Die kräftigen Äste sind aufrecht.
Die wechselständigen, unpaarig gefiederten und gestielten Laubblätter sind bis 20 Zentimeter lang und setzen sich aus bis zu 13 Fiederblättchen zusammen. Die stachelspitzigen, glänzenden, leicht ledrigen, stumpfen bis spitzen, fast sitzenden bis kurz gestielten Blättchen sind bei einer Länge bis 6,5 Zentimeter eiförmig. Ihr Rand ist oft wellig und sie sind beiderseits mit bis zu 22 Stachelzähnen besetzt. Die Basis ist leicht herzförmig bis stumpf oder gestutzt. Die Blättchen nehmen im Winter eine rötlichbraune bis rote Färbung an.

### Generative Merkmale
Die Fiederblättrige Mahonie zeichnet sich durch ihre duftenden, gelben und fünfzähligen Blüten aus, wobei diese in vielblütigen, kurzen Trauben in den Blattachseln stehen. Die Blüten sind zwittrig mit doppelter Blütenhülle. Die Petalen sind dicklich und fleischig.
Die Blütezeit der Fiederblättrigen Mahonie variiert je nach Standort und klimatischen Bedingungen. In der Regel blüht die Pflanze im Frühjahr, wobei die genaue Zeit von März bis Juni reichen kann.
Nach der Bestäubung entwickeln sich die charakteristischen blau-schwarzen, essbaren Beeren, die 6 bis 8 Millimeter groß werden und Narbenreste besitzen. Sie sind eiförmig bis rundlich, schwarz-blau und „bereift“ und enthalten mehrere Samen. Sie können durch Vögel verbreitet werden, welche die Beeren fressen und die Samen an anderen Orten ausscheiden.

## Systematik und Verbreitung
Die Erstbeschreibung erfolge 1803 unter dem Namen (Basionym) Berberis pinnata durch Mariano Lagasca y Segura in Elenchus Plantarum, 6. Die Neukombination zu Mahonia pinnata wurde 1901 durch Friedrich Karl Georg Fedde in Botanische Jahrbücher für Systematik, Pflanzengeschichte und Pflanzengeographie, Band 31, 1–2, S. 86 veröffentlicht.
In der Flora of North America sind 1997 zwei Unterarten gelistet:
- Mahonia pinnata subsp. pinnata: Sie kommt in Kalifornien, in Oregon und im nördlichen Baja California in Höhenlagen vom 0 bis 1200 Metern vor.[3]
- Mahonia pinnata subsp. insularis (Munz) Roof: Dieser Endemit kommt nur in auf den zu Kalifornien gehörenden Channel Islands in Höhenlagen von 100 bis 450 Metern vor.[3]

### Hybride
Mit der Gewöhnlichen Mahonie bildet die Fiederblättrige Mahonie die Hybride Wagners Mahonie (Mahonia ×wagneri (Jouin) Rehder).

## Verwendung
Die Fiederblättrige Mahonie wird sehr selten als Zierstrauch in Gärten und Parks verwendet.